# Aeroportul Sugimanuru
Aeroportul Sugimanuru (IATA: RAQ, ICAO: WAWR) este un aeroport din Muna⁠(d), Sulawesi Tenggara⁠(d), Indonezia ce deservește zona Raha⁠(d).
Situat la o altitudine de 38 m, aeroportul dispune de o singură pistă.